# Horowhenua District
Der Horowhenua District ist eine zur Region Manawatū-Whanganui gehörende Verwaltungseinheit in Neuseeland. Der Rat des Distrikts, Horowhenua District Council (Distriktrat) genannt, hat seinen Sitz in der Stadt Levin, ebenso wie die Verwaltung des Distrikts.

## Geographie

### Geographische Lage
Der Distrikt stellt mit 1064 km² reiner Landfläche den kleinsten Distrikt in der Region Manawatū-Whanganui dar. Mit 30.096 im Jahr 2013 gezählten Einwohnern kommt der Distrikt auf eine Bevölkerungsdichte von 28,3 Einwohner pro km² und ist damit der Distrikt mit der höchsten Bevölkerungsdichte in der Region.
Im Westen bildete die natürliche Grenze des Horowhenua District die Küstenlinie zur Tasmansee. Im Norden grenzt der Manawatu District an, im Nordosten das Stadtgebiet von Palmerston North, ist Osten der Tararua District und im Süden der Kapiti Coast District, der bereits zur Region Wellington gehört.
Der Küstenstreifen des Distrikts verläuft flach, wogegen das Hinterland durch die Bergkette der  Tararua Range geprägt ist. Größte Stadt des Distrikts ist die rund 19.500 Einwohner zählende Stadt Levin, gefolgt von Ōtaki 5600, Foxton mit rund 2650 und Shannon mit rund 1500 Einwohnern.

### Klima
Die mittleren Tagestemperaturen liegen im Sommer zwischen 20 °C und 24 °C und im Winter zwischen 3 °C und 6 °C je nach Höhenlage. Die Sonnenscheindauer beträgt um die 2000 Stunden pro Jahr in Küstennähe und zu den Bergen hin abnehmend bis unter 1700 Stunden pro Jahr. Die Niederschläge liegen zwischen 800 und 1100 mm pro Jahr je nach Lage, in den Bergen über 2000 mm.

## Bevölkerung

### Bevölkerungsentwicklung
Von den 30.096 Einwohnern des Distrikts waren 2013 6486 Einwohner Māori-stämmig (21,6 %). Damit lebten 1,1 % der Māori-Bevölkerung des Landes im Horowhenua District. Das durchschnittliche Einkommen in der Bevölkerung lag 2013 bei 21.800 NZ$, gegenüber 28.500 NZ$ im Landesdurchschnitt.

### Herkunft und Sprachen
Die Frage nach der Zugehörigkeit einer ethnischen Gruppe beantworteten in der Volkszählung 2013 82,4 % mit Europäer zu sein, 22,8 % gaben an, Māori-Wurzeln zu haben, 4,8 % kamen von den Inseln des pazifischen Raums und 3,4 % stammten aus Asien (Mehrfachnennungen waren möglich). 13,9 % der Bevölkerung gab an, in Übersee geboren zu sein und 4,9 % der Bevölkerung sprachen Māori, unter den Māori 18,9 %.

## Politik

### Verwaltung
Der Horowhenua District ist seinerseits noch einmal in vier Wards eingeteilt, dem Levin Ward mit fünf Councillors (Ratsmitglieder), dem Kere Kere Rural Ward und dem Waiopehu Rural Ward mit jeweils zwei sowie dem Miranui Rural Ward mit einem Councillor. Zusammen mit dem Mayor (Bürgermeister) bilden sie den District Council (Distriktsrat). Der Bürgermeister und die zehn Ratsmitglieder werden alle drei Jahre neu gewählt.

## Wirtschaft
Der Distrikt zählte im Jahr 2015 2805 Unternehmen mit insgesamt 10.018 Beschäftigten.
Die dominierenden Wirtschaftszweige waren 2015 mit 16 % Anteil die Land-, Forstwirtschaft und Fischerei und mit 14,4 % Anteil der die Versorgung mit Strom, Gas, Wasser, gefolgt von 9,2 % das produzierende Gewerbe, 6,2 % der Gesundheitssektor sowie der Einzelhandel und 6,1 % der Immobilienmarkt.

## Infrastruktur

### Verkehr
Verkehrstechnisch angebunden ist der Distrikt durch die New Zealand State Highways 1, 56 und 57 sowie die North Island Main Trunk Railway, einer Eisenbahnlinie, die von Norden kommend Auckland mit Wellington im Süden der Nordinsel verbindet und direkt durch Levin führt.